# Fluctus (genre)
Pour les articles homonymes, voir Fluctus (homonymie).
Genre
Fluctus est un genre d'araignées aranéomorphes de la famille des Corinnidae.

## Distribution
Les espèces de ce genre sont endémiques du Yunnan en Chine,.

## Liste des espèces
Selon World Spider Catalog (version 21.5, 18/08/2020) :
- Fluctus bannaensis Jin & Zhang, 2020
- Fluctus tengchongensis Jin & Zhang, 2020

## Publication originale
- Jin & Zhang, 2020 : « Fluctus gen. nov., a new castianeirine genus from Yunnan, China (Araneae: Corinnidae). » Zootaxa, no 4821(1), p. 161-172.